# Harley-Davidson Softail
 (septembre 2022).
Si vous disposez d'ouvrages ou d'articles de référence ou si vous connaissez des sites web de qualité traitant du thème abordé ici, merci de compléter l'article en donnant les références utiles à sa vérifiabilité et en les liant à la section « Notes et références ».

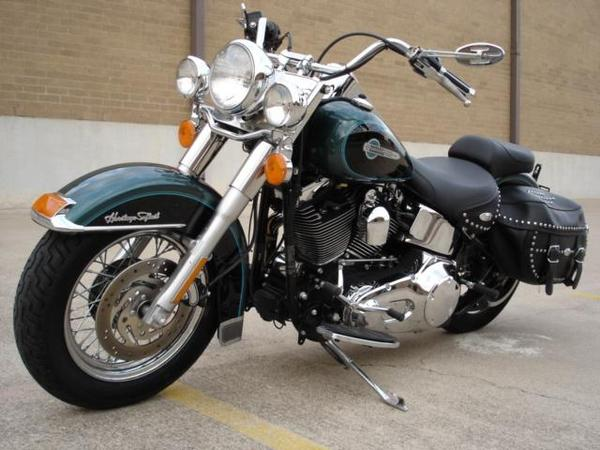
Harley-Davidson Heritage Softail

Le terme softail se réfère à des motocyclettes et des bicyclettes qui disposent d'un système de suspension arrière à ressorts ou amortisseurs cachés. Une moto softail a l'apparence d'un cadre rigide avec des amortisseurs à ressorts dissimulés.
Le terme « softail » est une marque déposée par Harley-Davidson, depuis la sortie de la FXST Softail de 1984. Dès lors, le mot s'est élargi pour inclure d'autres motos ayant un système de suspension arrière intégré caché tout comme pour certains vélos.

## Harley-Davidson Softail
Chez Harley-Davidson, le cadre softail est conçu pour ressembler à un cadre rigide des anciennes motos, tout en offrant le confort d'une suspension arrière. Les amortisseurs sont positionnés le long de l'axe de la moto, éloignés de la transmission sur les modèles de 1984 à 2017 et sous la selle depuis 2018.

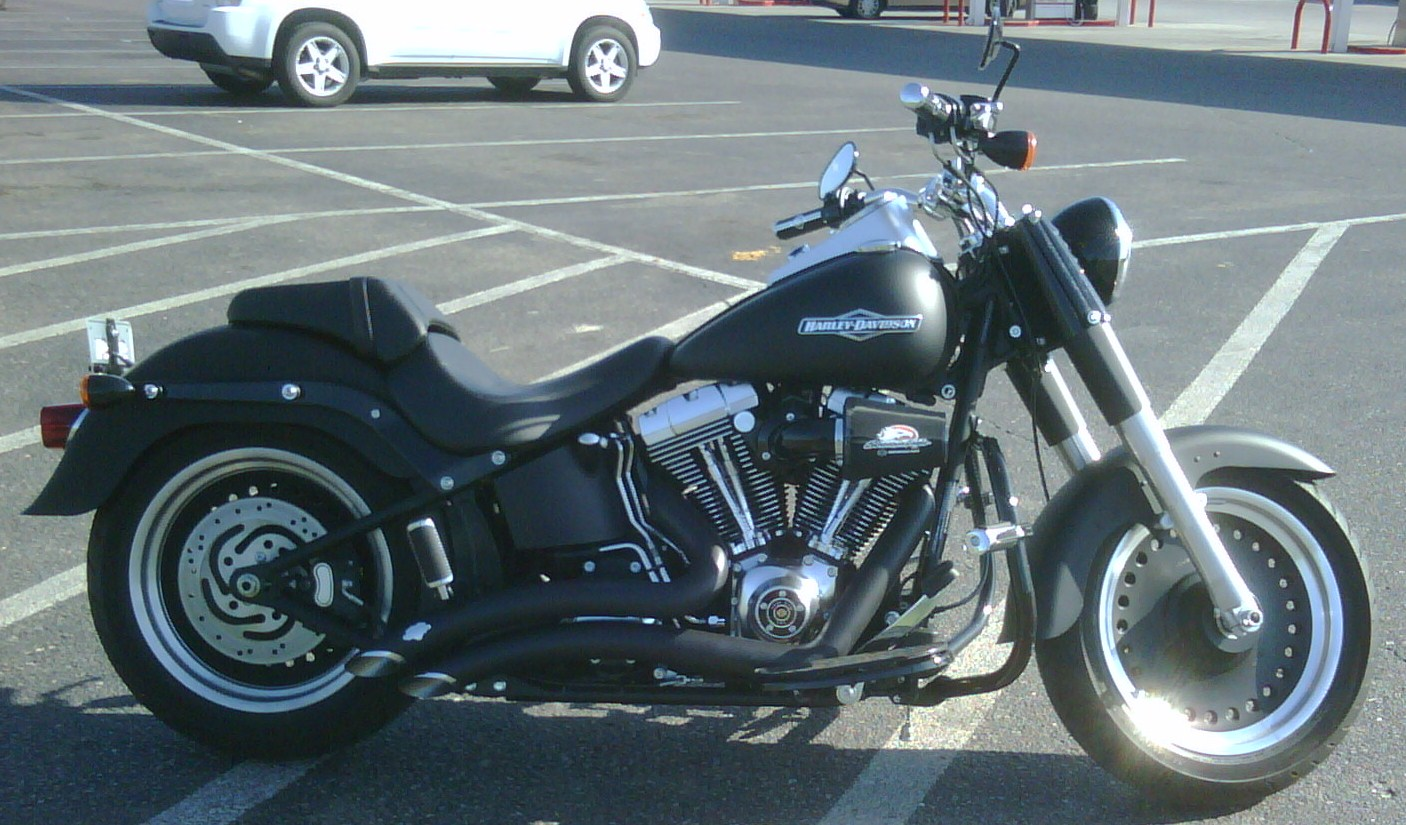
Harley-Davidson FLSTFB Softail Fat Boy Lo de 2011

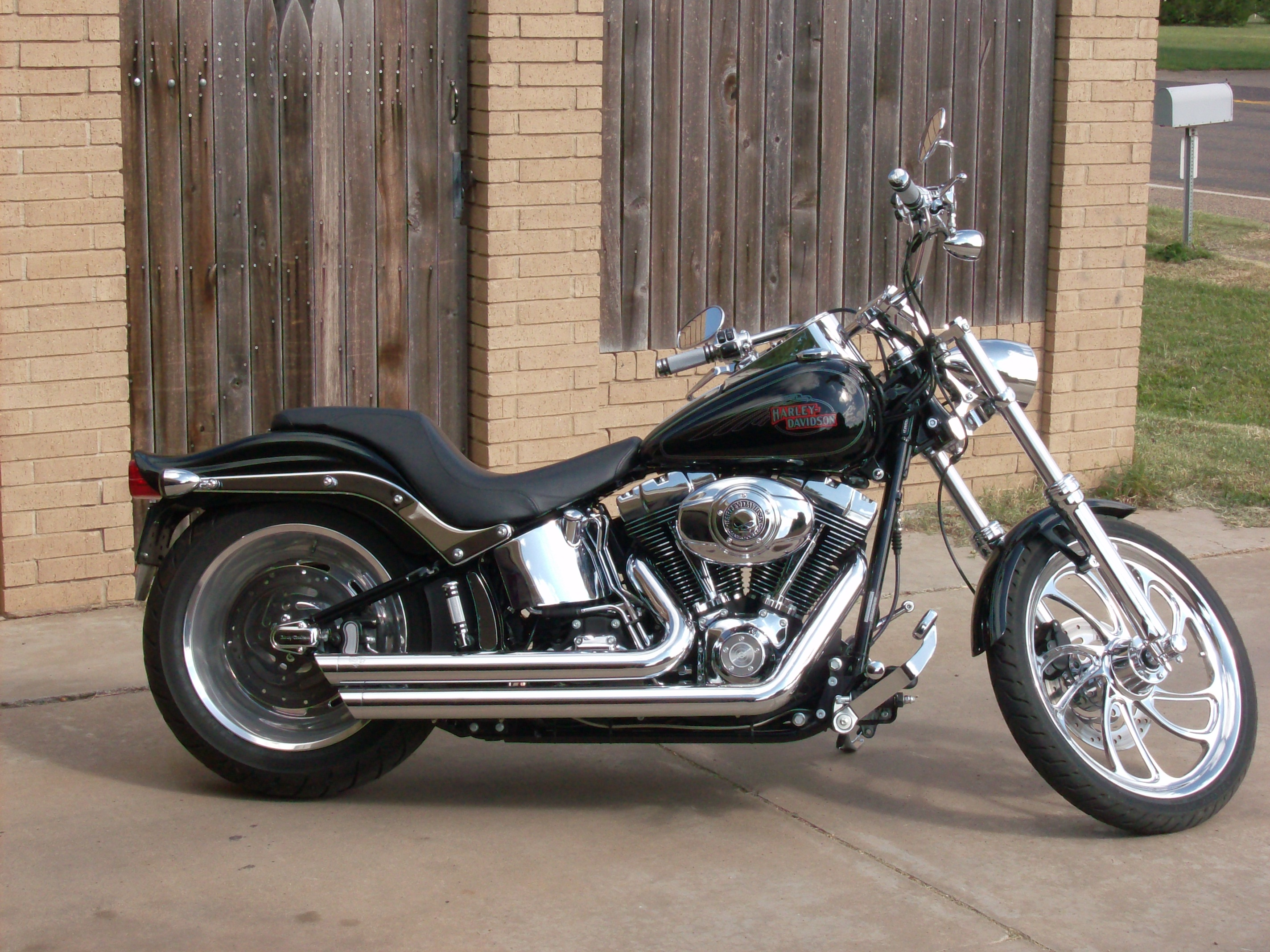
Harley Davidson FXSTC Softail Custom de 2008

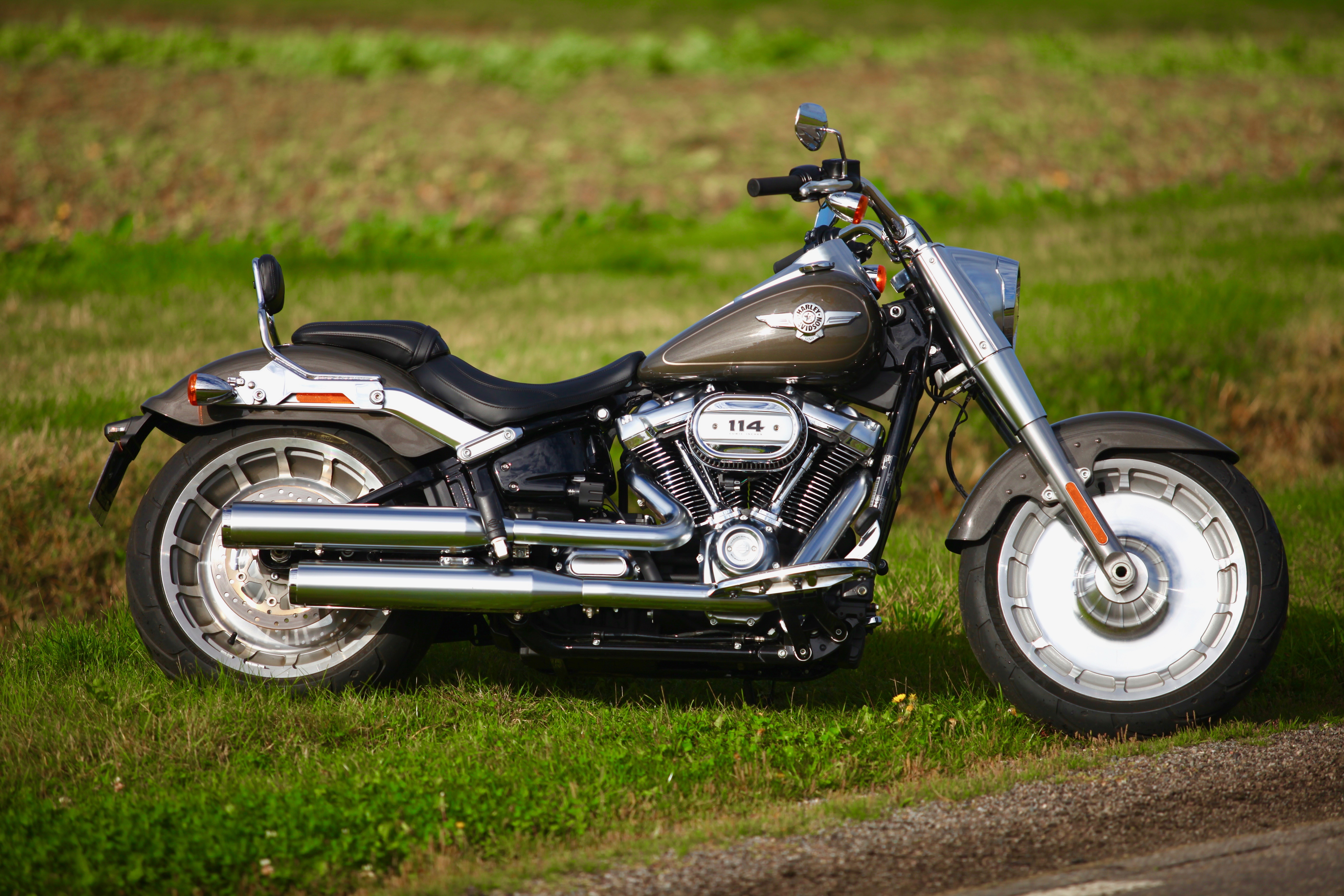
Harley Davidson Fat Boy 2018 FLFBS 114 ci (1868 cm3)

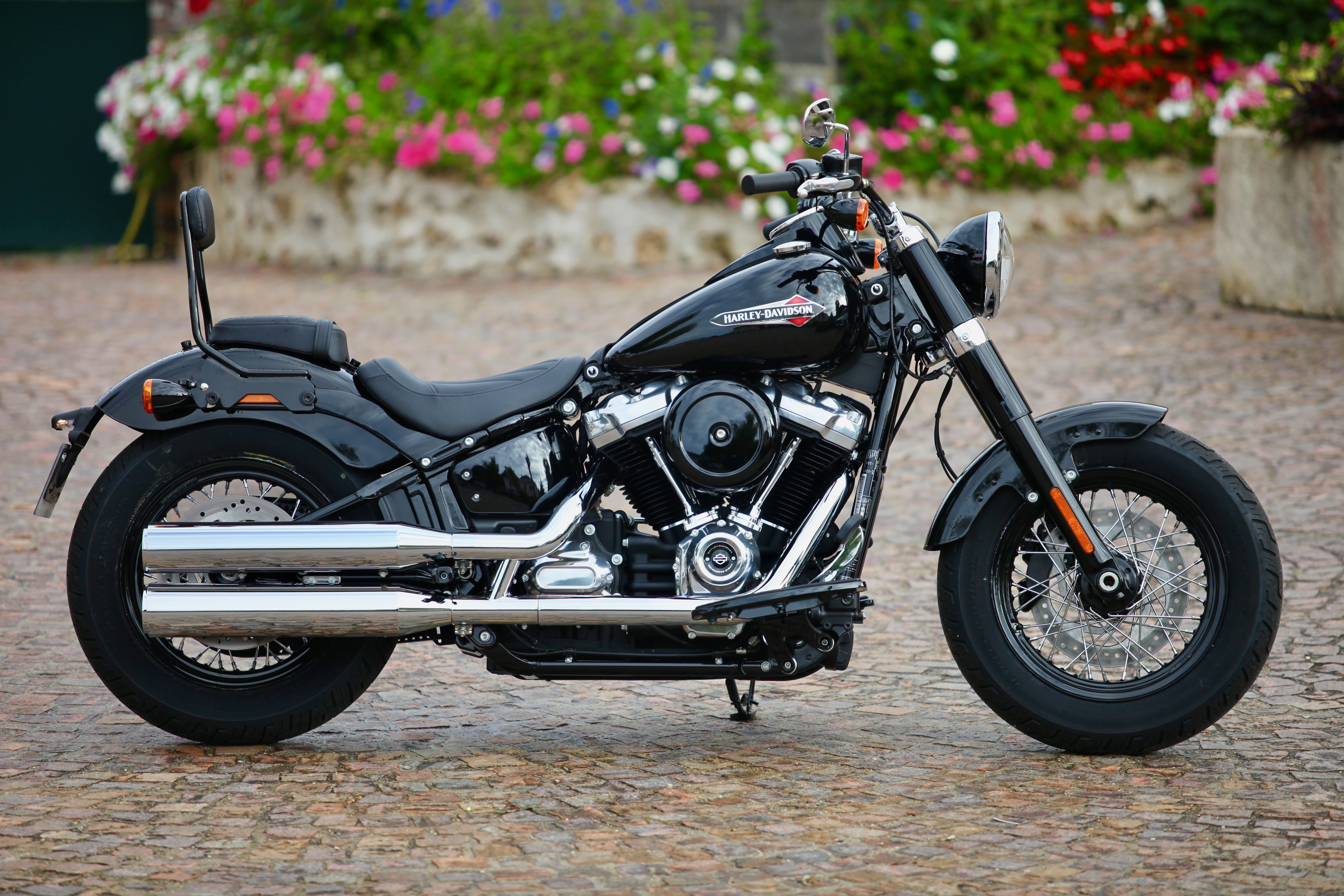
Harley Davidson Softail Slim 2018

Il y a  de nombreux modèles Harley-Davidson avec le cadre Softail, notamment les Softail Standard, Custom, Springer , Heritage , Night Train, Deluxe, Deuce, Fat Boy, Slim, Cross Bones, ou encore Breakout. 
À l'exception du modèle Deuce qui possède un cadre allongé de 51 mm, ces motos partagent moteur, transmission et cadre et diffèrent principalement dans le choix de la fourche et de son inclinaison, des roues  et des accessoires.

### Fourche et roue avant
La gamme des modèles Softail est constituée de deux familles caractérisées par le choix de la fourche et de la roue avant:
- la famille "FX", à laquelle appartient le premier modèle Softail FXST de 1984, regroupe les modèles dont la fourche avant est inspirée de celle de Sportsters, et qui ont une roue avant grande (typiquement 21 ") et étroite.
- la famille "FL" qui regroupe les modèles ayant une fourche avant inspirée de celle de la gamme Touring et une roue avant plus petite (typiquement 16 ") et plus large.

Certains de ces modèles peuvent être équipés  des fourches à ressorts Springer qui rappellent les fourches utilisées avant l’introduction de la fourche hydraulique sur l’Hydra-Glide en 1949.

### Moteurs
Les modèles Softail n'ont pas de moteurs montés sur silent-blocs, mais ont utilisé une version à contrepoids du moteur Twin Cam, vibrant moins, au lieu du moteur standard utilisé dans les modèles Touring et Dyna. Le Twin Cam a ensuite été remplacée par une variante du moteur Harley-Davidson Milwaukee-Eight pour les modèles 2018.

### Historique
Bill Davis, passionné de la marque et ingénieur de St. Louis, Missouri, a conçu le softail au milieu des années 1970. Sa première conception, sur laquelle il travailla de 1974 à 1975, avait un bras oscillant en porte-à-faux pivotant vers le bas et une suspension vers le haut avec ressorts et amortisseur dissimulés sous la selle. Après avoir travaillé sur sa conception, Davis construisit un prototype basé sur son Super Glide de 1972. Davis breveta son projet et pris contact avec Willie G. Davidson pour organiser une réunion en août 1976. Davidson, bien qu'impressionné, ne pris aucun engagement et lui répondit six mois plus tard, indiquant que la société ne serait pas en mesure d'utiliser le dessin à ce moment-là, mais qu'il était toujours intéressé.
Davis continua de développer le concept, permutant le pivot et les ressorts de manière que ressorts et amortisseur se trouvent sous le cadre et que le pivot se trouve au sommet du bras oscillant triangulaire. Cela permit de placer le réservoir d'huile Harley-Davidson traditionnel sous la selle. Davis tenta de produire le nouveau design de manière indépendante sous le label Road Worx Sub-Shock, mais le partenariat qu’il avait mis en place à cette fin échoua. L’un des dirigeants de Harley-Davidson, Jeffrey Bleustein, contacta Davis peu de temps après et entama les négociations en vue de l’achat du concept de Davis. Davis a vendu ses brevets, son prototype et son outillage à Harley-Davidson en janvier 1982. Après d’autres essais et mises au point, la conception de Davis a été introduite en juin 1983 sous le nom de Harley-Davidson FXST Softail 1984.
En avril 1980, Harley-Davidson a commencé à travailler sur sa propre conception de suspension arrière qui aurait l'apparence d'une moto à cadre rigide. Le projet était peu prioritaire jusqu'à ce que plus tard dans l'année, il soit transféré à Jim Haubert Engineering, une entreprise que Harley-Davidson mandatait chaque année pour la fabrication de motos et de prototypes sur mesure. Haubert construisit un prototype en utilisant sa propre conception de suspension arrière, proche de l'apparence des anciens cadres rigides Harley-Davidson. Cette version fut suffisamment aboutie pour être examinée par Harley-Davidson en janvier 1981.[réf. à confirmer]
En 2017 Harley-Davidson a dévoilé un cadre Softail complètement redessiné pour l'année 2018, le premier changement majeur depuis l'introduction du moteur Twin Cam en 2000. Le cadre Softail 2018 utilise un bras oscillant de forme différente suspendue par un seul amortisseur arrière, monté sous la selle de façon similaire aux dessins originaux de Davis et Haubert. Harley-Davidson affirme que le nouveau cadre est sensiblement plus rigide et plus léger que les plates-formes de génération précédente Softail et Dyna. Ce dernier modèle ayant disparu, certains des modèles sont reportés sur le nouveau châssis Softail. Le Street Bob 103 ci 2017 (1 688 cm3) a été testé en dynamique et produit 65 ch (48 kW) et 119 N m à la roue arrière.
En 2018 la nouvelle Street Bob est équipée du nouveau moteur Milwaukee-Eight 107 ci (1 753 cm3) produisant 78 ch (57 kW) et 137 N m à la roue arrière. La version 114 ci (1 868 cm3) du Milwaukee-Eight, comme sur le modèle Heritage Classic 2018, produit 82 ch (60 kW) et 146 N m de couple à la roue arrière.

### Customisation
La Softail est la famille de modèles Harley-Davidson la plus populaire pour la personnalisation poussée et souvent utilisée pour les motos d'exposition. De nombreux fabricants de pièces de rechange dans le monde entier se sont spécialisés dans les pièces et accessoires Softail tels que les roues, les garde-boue ou les réservoirs afin de changer le look de la moto. Harley-Davidson a également lancé une galerie pour montrer ses dernières pièces personnalisées d'usine sur tous les nouveaux modèles beaucoup ayant pour origine les Softails CVO, qui sont des éditions limitées assemblées à la main de modèles standards.

## Autres softails
Les autres motos à suspension arrière Softail comprennent :
- Honda VT600C ou Shadow VLX
- Kawasaki Vulcan 800 and 900
- Victory Vegas
- Yamaha DragStar 400
- Yamaha DragStar 650
- Yamaha Royal Star and Royal Star Venture
- Yamaha Road Star ou XV1600A ou XV1700
- Yamaha V STAR 6 509 501 100 et 1 300 cm3
- ZERO Engineering Type9